# المدية (فلسطين)
المدية هي قرية فلسطينية، وهي إحدى قرى محافظة رام الله والبيرة في الضفة الغربية. تقع غرب مدينة رام الله . وفقًا للجهاز المركزي للإحصاء الفلسطيني ، بلغ عدد سكان القرية أكثر من 1533 نسمة في عام 2017. ترتفع عن سطح البحر حوالي 220 م. وتبلغ مساحة أراضي القرية الكلية 200 دونماً، ومساحة المنطقة المبنية فيها 100 دونم، وتعتمد القرية في التزويد بالمياه على آبار جمع مياه الأمطار.
يوجد في القرية موقع أثري يدعى البد "معصرة زيتون"، وكذلك يوجد تل الرأس،و توجد أبنية تعود إلى العهد العثماني، وكذلك توجد أنفاق ومقام، وحسب تأريخ الفخار الذي جمع من المكان يعود تأريخها إلى العصور البرونزي، والحديدي، والفارسي، والروماني، والبيزنطي، وإلى العهد الإسلامي.

## سبب التسمية
جاءت كلمة مديا تحريفا لكلمة مدنا السريانية التي تعني القبو او مخزن الخمر، ويعود تاريخ انشاء التجمع الى ما قبل 300 سنة ، ويعود أصل سكان التجمع من أم الفحم ، أم الزينات وغيرها.

## السكان
يبلغ عدد سكان القرية ما يقارب 2000نسمة ويعيش الجزء الاكبر في الاردن ويقدر عددهم 5500 نسمة، وذلك حسب تقديرات الجهاز المركزي للإحصاء الفلسطيني للعام 2004. تم محاصرة القرية من كل الجهات بعد اقامة جدار الفصل العنصري، مما ادى الى زيادة نسبة البطالة. عائلات قرية المدية هي عائلة دار حمودة وال سليمان ودار راضي.

## الموقع
تقع قرية المدية إلى الغرب من مدينة رام الله على بعد 25 كم غرب المدينة، محاذية لما يسمى بالخط الأخضر الذي كان من رواسب احتلال فلسطين عام 1948 والذي بات يفصل الأراضي الفلسطينية إلى أرض 48 وأراضي الضفة الغربية. كانت المدية قبل عام 1948 تتبع قضاء مدينة الرملة التي أصبحت الآن جزء من الأراضي المحتلة عام 1948 وأصبحت المديـة بعد ذلك تتبع قضاء مدينة رام الله بعد أن تم مصادرة معظم أراضيها. يحدها من الشرق والشمال نعلين ، ومن الغرب الخط الأخضر (خط الهدنة 1949) ، ومن الجنوب قرية صفا.

## التاريخ والآثار

#### العصر الحديدي إلى العصر البيزنطي
موقع القرية القديمة في رأس المدية ، جنوب شرق القرية الحديثة، حيث تم العثور على فخار من العصر الحديدي، وعملات معدنية من العصرين الهلنستي والروماني،

#### الفترة العثمانية
تم دمج المدية في الإمبراطورية العثمانية في عام 1517 مع كل فلسطين ، وفي سجلات الضرائب لعام 1596 ظهرت تحت اسم المدية الشرقية باعتبارها تقع في ناحية الرملة، وهي جزء من سنجق غزة . كان عدد سكانها 25 أسرة مسلمة ، ودفعت ضريبة ثابتة بنسبة 25% على القمح والشعير والمحاصيل الصيفية أو الزيتون أو أشجار الفاكهة، ومعصرة للزيتون أو العنب؛ بإجمالي 6500 آقجة.

#### القرن التاسع عشر
أظهرت قائمة رسمية للقرى العثمانية تعود إلى عام 1870 تقريبًا أن قرية الميدج كانت تضم 42 منزلًا ويبلغ عدد سكانها 159 نسمة، على الرغم من أن تعداد السكان شمل الرجال فقط. وأشار أيضًا إلى أنه يقع على بعد نصف ساعة شرق جيمزو.
في عام 1882، وصف مسح PEF لفلسطين الغربية قرية ميديه بأنها قرية "ذات حجم جيد"، مع منازل مبنية إما من الطوب أو الحجر. إلى الشمال كان هناك بستان زيتون صغير، وإلى الجنوب كان هناك دبابة. كانت الميزة الأكثر "غرابة" التي وجدوها هي اسم er Ras . كانت عبارة عن تلة مخروطية عالية، مع مقام في الأعلى، ومقابر منحوتة في الصخر على الجانب.

#### الانتداب البريطاني
في تعداد فلسطين الذي أجرته سلطات الانتداب البريطاني عام 1922، بلغ عدد سكان ميديا من المسلمين 245 نسمة،  وارتفع في تعداد عام 1931 إلى 286 نسمة، ما زالوا من المسلمين، في 59 منزلاً. في إحصاءات عام 1945 ، بلغ عدد سكان المدية 320 مسلمًا،  وكانوا يمتلكون 7020 دونمًا من الأرض وفقًا لمسح رسمي للأراضي والسكان. ومن هذه المساحة، كانت 688 دونمًا من المزارع والأراضي المروية، و2304 دونمًا من الحبوب،  في حين كانت 8 دونمات من الأراضي المبنية (الحضرية).

#### الفترة الأردنية
وفي أعقاب الحرب العربية الإسرائيلية عام 1948 ، وبعد اتفاقيات الهدنة عام 1949 ، أصبحت المدية تحت الإدارة الأردنية للضفة الغربية. وجد تعداد السكان الأردني لعام 1961 أن عدد السكان بلغ 570 نسمة.

#### بعد العام1967
أصبحت قرية المدية تحت الاحتلال الإسرائيلي. منذ حرب الأيام الستة عام 1967. وفقًا لمعهد الأبحاث التطبيقية في القدس ، بلغت المساحة الإجمالية لأراضي المدية 6,959 دونمًا في عام 1942، ولكن بعد عام 1948 تمت مصادرة معظم أراضي القرية الغربية، ولم يتبق سوى 892 دونمًا، منها 217 دونمًا تم تصنيفها كمناطق مبنية (حضرية).
في عام 1986، أعلنت القوات العسكرية الإسرائيلية حظر التجول في البلدة، وشارك نحو ألف إسرائيلي، بينهم جنود وعمال من إدارة أراضي إسرائيل وسلطات المحميات الطبيعية. وقد قادوا جرافات لتسوية طريق أسفل منحدر حاد إلى مسار وعِر يمتد أسفل القرية، كما قاموا بقطع بستان زيتون يمتد على 1100 دونم، مما أسفر عن تدمير 3000 شجرة. وعند إعلان هذا التدمير، زعمت إسرائيل أن عملية التجريف كانت تهدف إلى منع التعدي على أراضي الدولة الإسرائيلية، مدعية أن أشجار الزيتون كانت أقل من خمس سنوات من العمر، وأنها زُرعت لتأمين ملكية المنطقة. إلا أن قُطر معظم الجذوع المقطوعة كان يزيد عن نصف متر، مما يدل على أنها كانت تنمو لأعوام طويلة.
بعد اتفاقيات أوسلو 2 عام 1995 ، تم تصنيف 7.4% من أراضي القرية ضمن المنطقة ب، والباقي 92.6% ضمن المنطقة ج. وقد صادرت إسرائيل 186 دونمًا من أراضي المدية لبناء مستوطنة هاشمونائيم الإسرائيلية 